# Gonatocerus portoricensis
Gonatocerus portoricensis är en stekelart som beskrevs av Dozier 1937. Gonatocerus portoricensis ingår i släktet Gonatocerus och familjen dvärgsteklar. Inga underarter finns listade i Catalogue of Life.